# Cantigas de Santa María

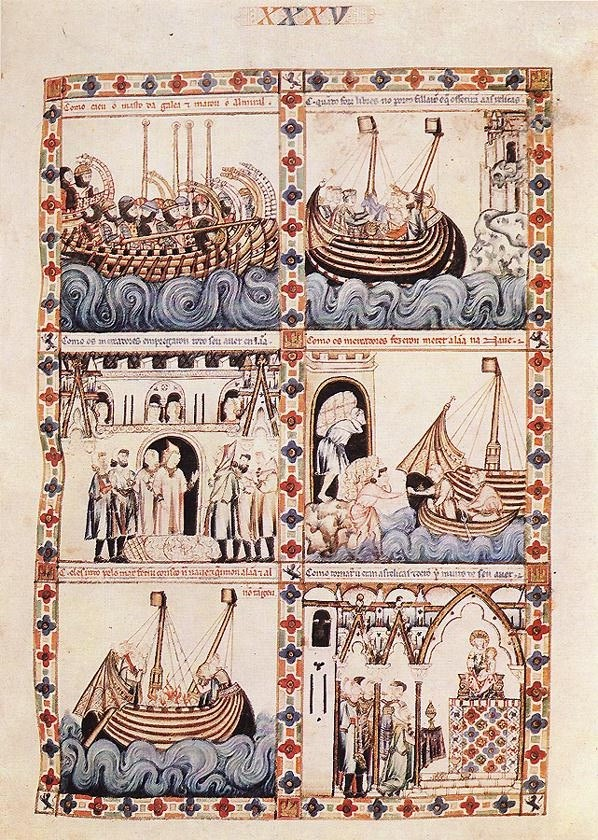
Miniatura de la cantiga 35

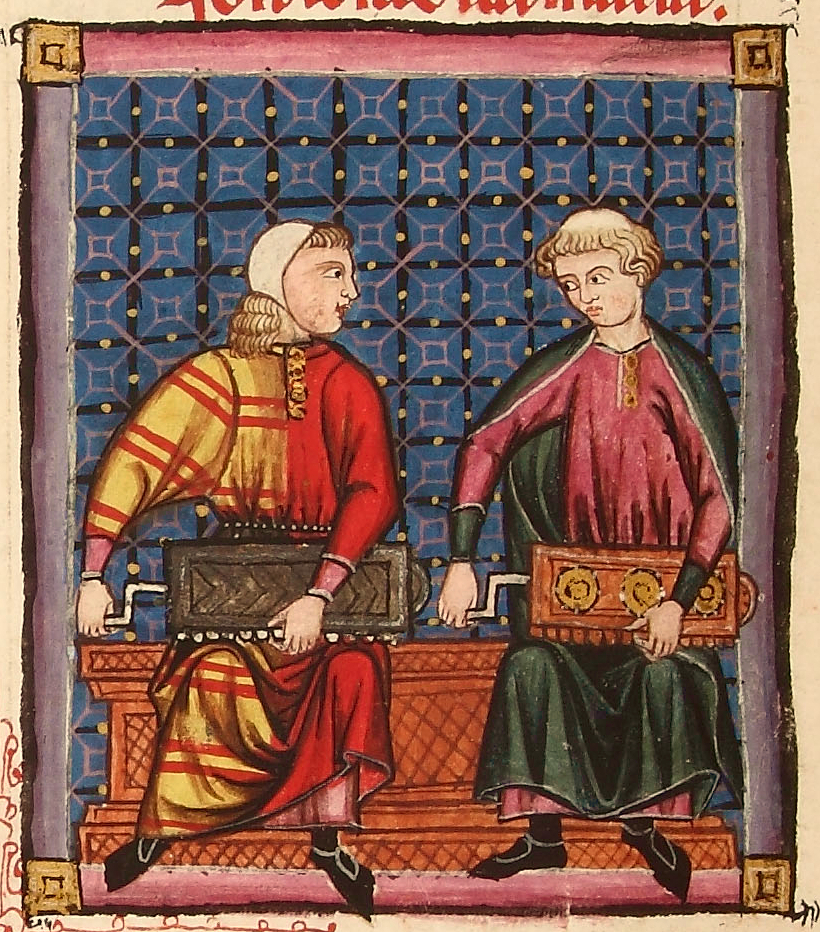
Miniatura de la cantiga 160

El manuscrito de las Cantigas de Santa María, escritas en galaicoportugués y en notación musical mensurada en la corte del rey Alfonso X el Sabio durante la segunda mitad del siglo XIII (entre 1270 y 1282, según Walter Mettmann), y primorosamente ilustradas por secuencias de seis viñetas dibujadas y coloreadas por artistas eminentes, hasta el punto de ser llamada por Marcelino Menéndez Pelayo "Biblia estética del siglo XIII", constituye una de las colecciones de canción monódica más importante de la literatura medieval occidental. De corte trovadoresco y paralitúrgico, se diferencia de la temática abiertamente profana de los trovadores del resto de Europa y de la música sacra de la época.
Se trata de un conjunto de 417 composiciones en honor a la Virgen María. La mayoría son cantigas que cuentan milagros sucedidos con la intervención de María; integran también la obra las Cantigas das Cinco Festas de Santa María, las Cinco Cantigas das Cinco Festas do Nostro Señor, el Cantar dos Sete Pesares que víu Santa María do seu fillo y una maia.
La devoción mariana estaba en auge en ese siglo: frailes, clérigos y caballeros en general participaban en ella. El rey alentaba en sus cantigas a poetas y juglares para que dedicaran sus esfuerzos e inspiraciones a la «Santa Dama», e incluso Alfonso X creó una caballeresca Orden de Santa María de España, a la que dedicó una cantiga.

## Autoría
Existen dudas sobre la autoría directa del rey Alfonso X el Sabio (1221-1284), pero nadie cuestiona su participación como compositor en algunas de ellas, siendo al menos diez de indudable atribución al rey. Es indudable que también compuso 44 cantigas profanas, de que hay edición crítica moderna. Una opinión fundamentada en una nota del manuscrito toledano atribuye al propio rey la autoría de unas cien cantigas. El rey conocía bien la lengua galaico-portuguesa, porque había pasado gran parte de su infancia en Allariz (Orense), donde su esposa doña Violante de Aragón fundaría luego el amplio convento femenino de Santa Clara en 1268.
Probablemente, son obras personales del monarca las cantigas de loor y aquellos milagros relacionados con su propia biografía, como el 256, que describe la curación de su madre, o el 377, en que indica la recompensa que dio a uno de los mejores iluminadores de las Cantigas; o, quizá, aquellos que le causaron una impresión más fuerte, mientras que los restantes serían obra de los colaboradores integrantes de su corte poética o fruto de su colaboración con él.

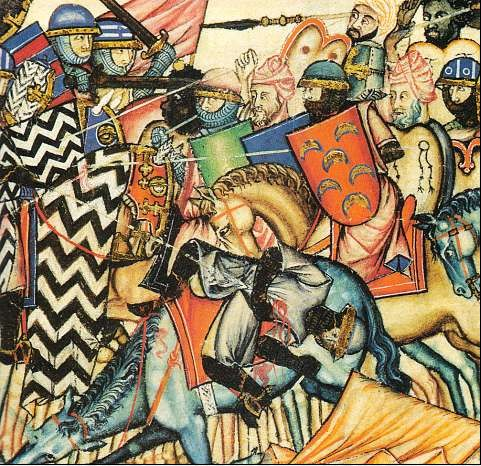
Escena de batalla.

El "Prologo das Cantigas de Santa María ementando as cousas que á mester eno trobar" apoyaría explícitamente la idea de la autoría personal del monarca:

Porque trovar es cosa en que yace / entendimiento, por ende quien lo hace / ha de tenerlo y razón suficiente / para que entienda y sepa cantar / lo que entiende y le place expresar; / porque el bien trovar así ha de hacerse. / Y, aunque yo estas dos [cosas] no tengo / como quisiera, intentaré empero / mostrar en adelante un poco que sé, / confiando en Dios, de donde el saber viene, / pues por Él supongo podré / mostrar algo de lo que quiero. / Y lo que quiero es cantar loor / de la Virgen, Madre de Nuestro Señor, / Santa María, que es la mejor / cosa que Él hizo, y por esto yo / quiero ser de hoy en adelante su trovador, / y le ruego me quiera por su / trovador y quiera mi trovar / recibir, pues por él quiero mostrar / los milagros que ella hizo; y además / quiérome dejar de trovar desde ahora / por otra dama; que pienso recobrar / por esta cuanto por las otras perdí [...] / Por ello, le ruego, si ella quisiere, / que le plazca lo que de ella dijere / en mis cantares y, si le agradara, / que me dé galardón cual ella da / a los que ama; así quien lo supiere / por ella más de grado trovará.

Walter Mettmann, autor de una edición crítica de los textos de las Cantigas, cree que al sacerdote poeta y trovador gallego Airas Nunes se le pueden atribuir muchas de ellas. La cuestión de la autoría no está resuelta aún, pero con el tiempo y las investigaciones va creciendo la idea de una participación directa del rey.

## Clasificación

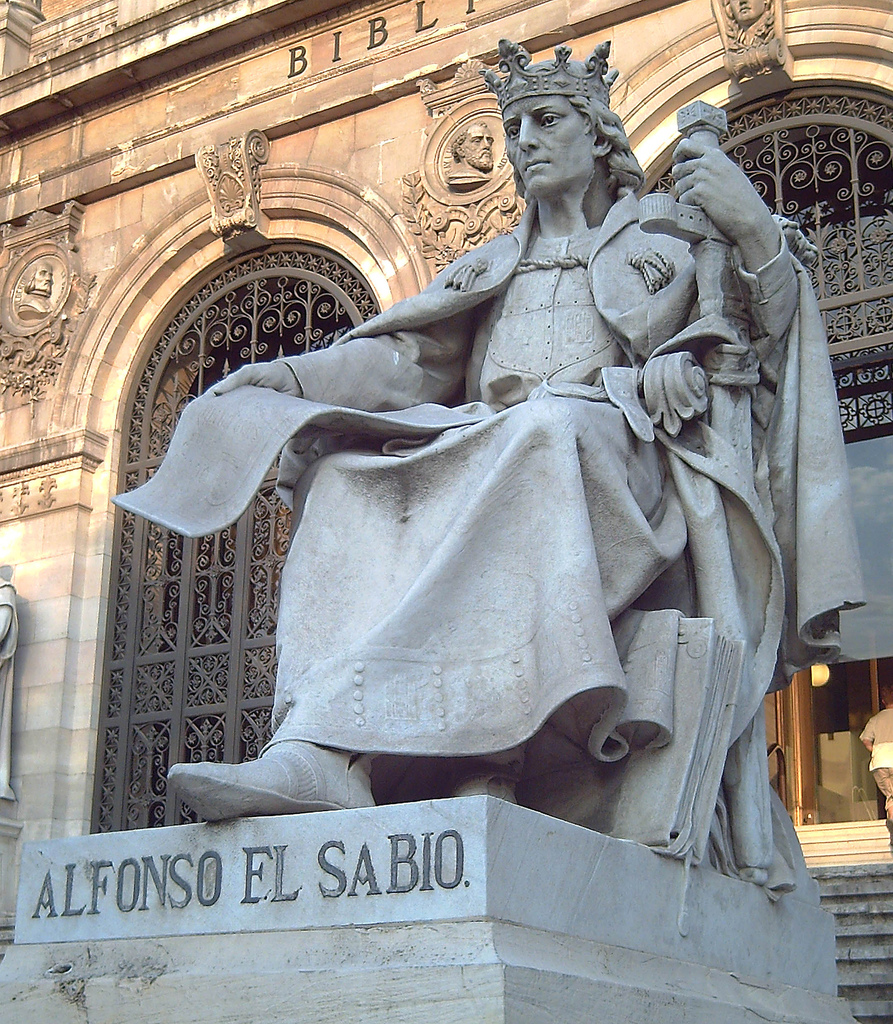
Estatua de Alfonso X el Sabio realizada por José Alcoverro para la Biblioteca Nacional de España (Madrid)

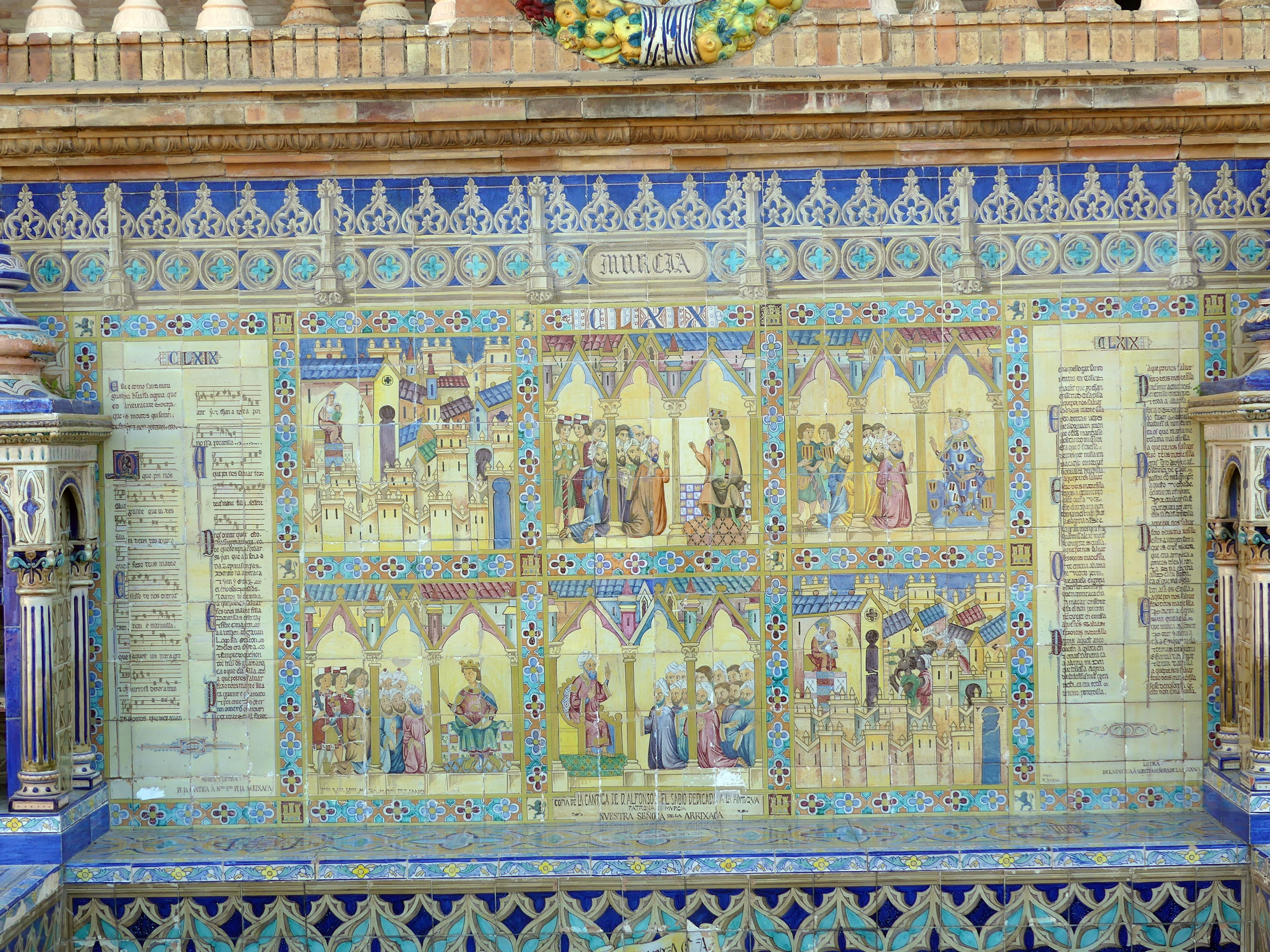
Cantiga a la Virgen de la Arrixaca en el banco dedicado a Murcia en la Plaza de España de Sevilla.

Hay un total de 417 cantigas, más una introducción en homenaje a Don Alfonso y dos prólogos. Los textos, la música y las ilustraciones se han conservado más o menos completas en cuatro manuscritos.
Las Cantigas de Santa María pueden dividirse en dos grupos:
- El primero lo forman las narrativas o de mirage, 356, en las que se compendian de historias, milagros y relatos relacionados con la Virgen, bien sea por su intervención directa o por los amores místicos que su figura genera en las almas piadosas. La mayoría están acompañadas por 2640 miniaturas muy coloridas, de un virtuosismo pocas veces igualado, que por sí solas constituyen ya una obra de arte incomparable.
- El segundo son las cantigas puramente líricas o de loor, un grupo mucho más reducido (61 para ser exactos). Son elogios de la Virgen o se refieren a festividades marianas o cristológicas. Se trata de poemas más serios, profundos, casi místicos, en los que en lugar de cantar los milagros de la Virgen se reflexiona sobre ella, como en una oración. Estas adoptan la forma de himnos sagrados como los que se interpretaban en la liturgia, pero que sirvieron a la vez de entretenimiento literario y musical en las cortes palaciegas y fiestas profanas, y que de ahí eran transmitidas por los juglares al folclore de tradición popular.

Todas las cantigas poseen sus melodías y partitura musical. Esta música, según el orientalista Julián Ribera es de origen arábigo, pero Higinio Anglés ha demostrado que es de origen europeo.

## Lengua y métrica
La lengua de las cantigas marianas abandona los esquemas de la lírica profana de amigo y sus paralelismos; ofrece una lengua más coloquial, con frases y refranes que todavía sobreviven en la lengua gallega actual. Aunque posee provenzalismos, estos son menores que en las cantigas de amor. Su métrica es más variada que la del resto de las cantigas: en cuanto a la medida de los versos, son de entre cuatro y dieciséis sílabas. La estrofa más frecuente es semejante al zéjel hispanoárabe y se denomina virelay. Aparecen algunas irregularidades rítmicas que se ajustan con todo a las estructuras musicales. Hay mayor riqueza léxica y más variedad de registros que en las Cantigas de amigo, y el lenguaje es tan abierto que admite extranjerismos occitanos, galicismos y castellanismos.

## Códices e historia del texto

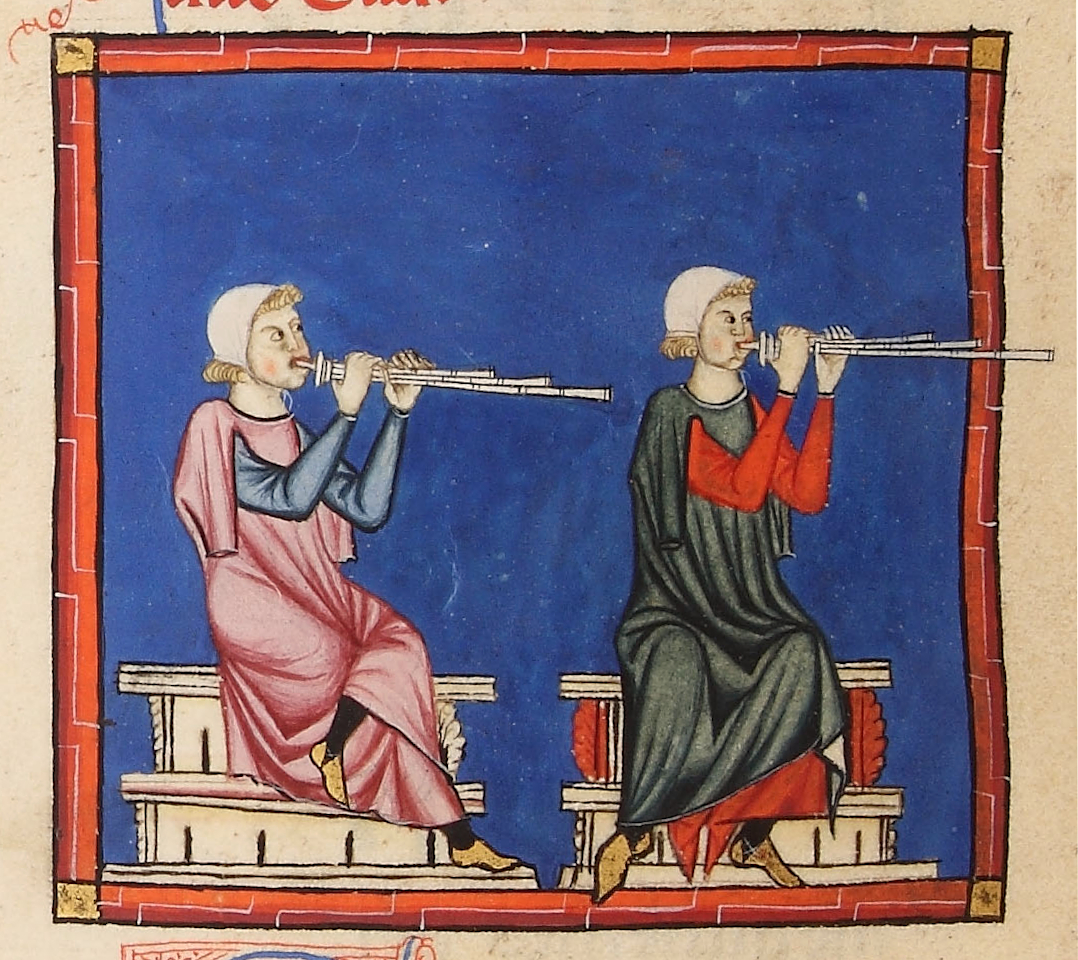
Ilustración del Códex E de las Cantigas.

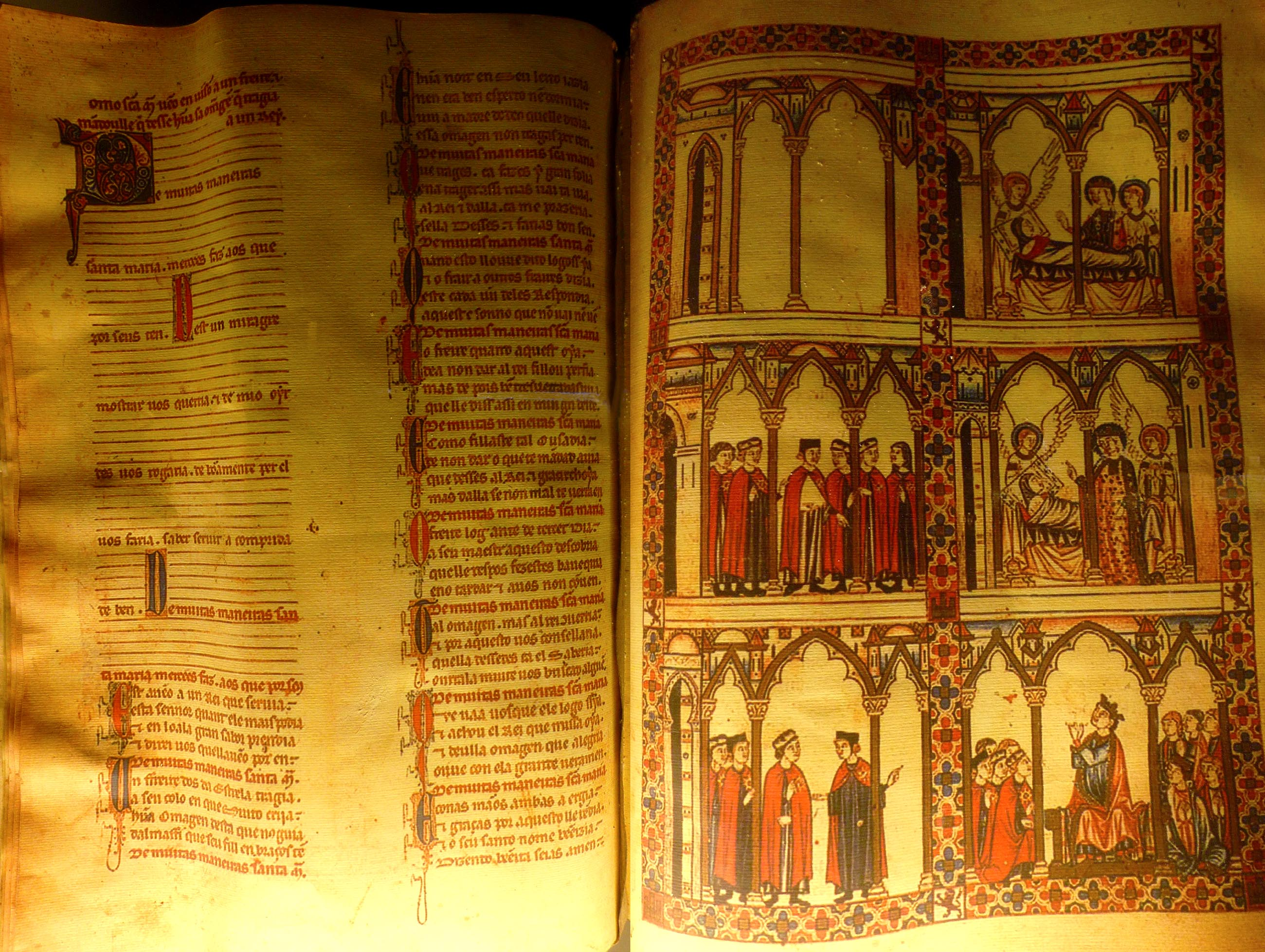
Cantiga 78 del Códice de Florencia donde se representa a la Orden de Santa María de España.

De las Cantigas de Santa María hay cuatro códices conservados, procedentes todos ellos de la propia corte del rey Alfonso X.
- El Códice Toledano (To) perteneció a la Catedral de Toledo hasta 1869 y ahora se conserva en la Biblioteca Nacional de Madrid (ms. 10069). Es testimonio de la primera colección salida del escritorio del rey, después de 1257. Contiene 100 miragres, a los que se añaden otras 22 composiciones.[3] Son 160 hojas de pergamino a dos columnas, en letra francesa del siglo XIII. Fueron transcritas y reproducidas en 1922 por el musicólogo Julián Ribera.[4] Carece de miniaturas. En cuanto al texto, ofrece mejores lecturas y mayor corrección métrica que los otros códices, y corrige errores comunes de E, T y F. Sin embargo, se cree que es de escritura tardía; unos dicen que es del siglo XIII, otros del siglo XIV; pero su notación musical es más moderna que la de los otros manuscritos.
- El segundo códice (T) se conoce como  Códice Rico y se guarda en la biblioteca del Monasterio de San Lorenzo de El Escorial, signatura T.j.1. Contiene 194 cantigas, la partitura de la música de cada una y numerosísimas figuras narrativas que ilustran las letras: 1255 miniaturas, en 210 folios divididas cada una en seis viñetas, excepto la primera, en ocho.
- El códice de Florencia (F), conservado en la Biblioteca Nacional de esta ciudad, contiene el texto de 104 cantigas, de las que dos no aparecen en los otros códices y otras ofrecen variantes de cierto interés. Está incompleto, faltando estrofas, quedando por dibujar muchas viñetas y con las líneas de notación musical en blanco. Son 130 hojas escritas con letra gótica del siglo XIII y generalmente a dos columnas.
- El cuarto códice (E), Códice Príncipe o Códice de los Músicos, se conserva en la Biblioteca de El Escorial (códice J.b.2). Contiene la introducción, el prólogo y 406 cantigas distintas, ilustradas con 40 miniaturas, más la notación musical. Nueve cantigas aparecen dos veces con diferencias generalmente menores. Son 361 hojas de pergamino escritas a dos columnas con letra francesa del siglo XIII. Es el más completo.

Existe asimismo una traducción castellana prosificada de 24 Cantigas de Santa María (desde la 2.ª a la 25.ª) del siglo XIII; se encuentra a pie de página del códice T y la incluye Walter Mettmann en un "Apéndice" a su edición.
Tras un minucioso estudio de variantes realizado para su edición crítica, Mettmann llega a la conclusión de que hubo tres etapas en la elaboración de las Cantigas de Santa María:
1. Primero se elaboró una colección de cien cantigas que habría contenido la "Introducción", en la que el monarca afirma que "fez cen cantares e sôes", el "Prólogo" y la "Pitiçion" (cantiga 401) que comienza "Macar cen cantares feitos acabei". Las composiciones se juntarían en grupos de diez, y cada cantiga decenal sería de loor, de manera que habría 89 miragres. Este códice proto To se habría perdido.
2. Concluida la primera colección, se decidió duplicar el número de cantigas y confeccionar un códice ilustrado (T). Y se arregló el material de forma que los números 5, 15, 25, etc. correspondiesen a poemas largos que se adornaban con dos páginas de miniaturas en vez de una sola. La cantiga 50 ("Siete dolores") ya no tenía función en una colección de 200 poemas, y fue sustituida por otra.
3. De nuevo se quiso aumentar el número al doble para llegar a 400 cantigas. El complemento F del códice T quedó sin embargo incompleto. Y al lado de estos dos preciosos manuscritos se confeccionó el códice E, de presentación mucho más modesta, siguiendo el orden numérico de T y sirviéndose, como lo demuestran las variantes, para el núcleo primitivo no del proto To, sino de diversos esbozos; como faltaba material, para redondear el número se repitieron siete milagros.[6]

Los últimos acontecimientos datables son de hechos sucedidos en 1280 y 1281 en las cantigas 393 y 386 respectivamente. Mettmann propone una franja de fechas de composición entre 1270 y 1282.
Recientemente, la profesora Chico Picaza identifica tres ediciones dentro del plan editorial del rey Sabio: la primera corresponde al Códice de Toledo (To) con el primer centenar de cantigas, aunque lo que se conserva es una copia tardía retocada, no el códice original. La segunda corresponde a los códices Rico de El Escorial (T) y de Florencia (F), dos volúmenes de un mismo proyecto de 200 más otras 200 cantigas, ahora historiadas cada una con miniaturas: poesía, música y pintura juntas, un proyecto monumental que exigió dividir el trabajo en dos tomos, de los cuales el segundo no pudo terminarse antes de la muerte del rey. La tercera edición se corresponde con el Códice de los Músicos (E), que se realiza en paralelo a las Cantigas Historiadas, aunque persigue un objetivo distinto: «Si bien la edición del Toledano y de los Músicos entronca perfectamente con la tradicional lectura en voz alta, las Cantigas Historiadas que visualizan la acción dramática de los poemas, fueron concebidas para uso personal y cultual del monarca».

## Fuentes

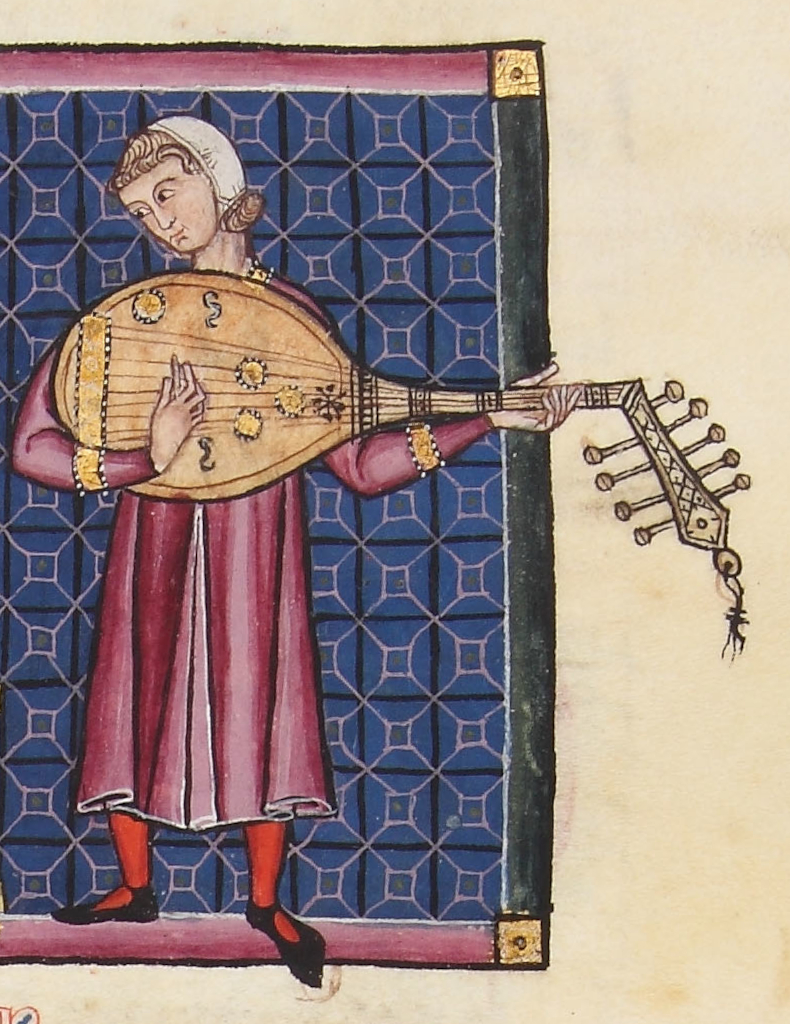
Miniatura de las Cantigas de Santa María en que aparece un músico provisto de un laúd.

## Trascendencia
La obra tiene gran importancia desde un triple punto de vista: como obra literaria, musical y pictórica.
Desde el punto de vista de la historia de la música, está considerada como la colección de música cortesana monódica más importante del siglo XIII. Alfonso X de Castilla heredó de su padre Fernando III su Capilla musical que reunía intérpretes y compositores de varias culturas y que formaron parte de la corte alfonsí, al igual que su Escuela de traductores o scriptorium regio. De ellos aparece rodeado en algunas de las ilustraciones de los manuscritos de las cantigas. Además, se conserva anotado en notación mensural, un sistema bastante preciso para la época y normalmente reservado para la polifonía sacra, lo que la convierte en una fuente fidedigna para el estudio de la música de tipo trovadoresco.
Las melodías están tomadas de la monodia gregoriana, de la lírica popular y de las canciones de los trovadores, y adoptan en su mayoría la forma de rondó, con un estribillo o bordón musical que se repite tras las glosas.
Los códices de la Biblioteca de El Escorial están adornados con profusión de miniaturas. Muchas de ellas han sido de importancia capital para la organografía española, puesto que allí se aprecian los instrumentos del siglo XIII: organistrum, salterio, laúd, viola de arco, rebec, cítara, arpa, trompa, trompeta, castañuelas, cornamusas, dulzainas y muchos otros. Y también se puede investigar cómo se ejecutaban estos instrumentos, que se han podido reproducir para poder tocar esta música. También tiene su importancia al revelar visualmente y con una increíble profusión de detalles, la vestimenta, las costumbres, la sociedad, los productos y la arquitectura y tecnología civil y militar de la época en las seis viñetas secuenciadas en que se resume cada cantiga.
Como manuscrito iluminado, se ha querido ver en las Cantigas de Santa María la primera aleluya o historia dibujada de la península ibérica.
|  |  |  |  |  |

Por otra parte, las cantigas también permiten estudiar la infancia en el mundo hispano medieval, siendo tal vez una de las obras del período que más habla de ella: 72 de las 427 composiciones están dedicadas a la niñez, casi un 20 por ciento. Las cantigas tratan desde la búsqueda de hijos, el embarazo, el parto, el bautismo, crianza, educación y trabajo de los niños de la época.

## Multimedia
|                                          | Cantiga 100: Santa Maria, Strela do Dia . |
| ¿Problemas al reproducir este archivo?   |                                           |
| Cantiga 100: Santa Maria, Strela do Dia. |                                           |
|                                          |                                           |

| Cantiga 100: Santa Maria, Strela do Dia. |
|                                          |